# The Sandman (serie de televisión)
The Sandman fue una serie web de drama, fantasía y terror estadounidense desarrollada por Neil Gaiman, David S. Goyer y Allan Heinberg. Es una adaptación de la serie de historietas homónima, creada por Gaiman y publicada por Vertigo/DC Comics. Producida por DC Entertainment y Warner Bros. Television, la serie se estrenó en Netflix el 5 de agosto de 2022. En julio de 2025, se estrenó la segunda temporada.

## Premisa
Una rica mezcla de mito moderno y fantasía oscura en la que la ficción contemporánea, el drama histórico y la leyenda están perfectamente entrelazados, The Sandman sigue a las personas y lugares afectados por Morfeo, el rey de los sueños, mientras repara los errores cósmicos (y humanos) que cometió durante su extensa vida.

## Elenco y personajes
- Tom Sturridge como Sueño, el señor de los sueños y gobernante del reino de los sueños, también conocido como Morfeo o Sandman.[3][4]
- David Thewlis como John Dee, hijo de Roderick Burgess y Ethel Cripps, quien roba la gema de Morfeo a su madre y la modifica para sólo poder usarla él.
- Gwendoline Christie como Lucifer, monarca del Infierno.[3]
- Kirby Howell-Baptiste como Muerte, la personificación de la muerte y hermana de Sueño.
- Vanesu Samunyai como Rose Walker, una humana con el poder de controlar los sueños.
- Donna Preston como Desesperación, la personificación de la desesperación, la hermana de Morfeo y la gemela de Deseo.
- Mason Alexander Park como Deseo, la personificación del deseo, ser andrógeno hermana/o de Morfeo y gemelo/a de Desesperación.
- Vivienne Acheampong como Lucien, la bibliotecaria del reino de los sueños.[3][4]
- Boyd Holbrook como El Corintio, una pesadilla que escapó del reino de los sueños.[3]
- Charles Dance como Roderick Burgess, un ocultista charlatán.[3]
- Asim Chaudhry como Abel, un residente de los sueños, basado en el Abel bíblico.[3][4]
- Sanjeev Bhaskar como Caín, un residente de los sueños y hermano de Abel, basado en el Caín bíblico.[3][4]
- Jenna Coleman como Joanna Constantine (descendiente de John Constantine).[5]
- Joely Richardson como Ethel Cripps, la ex amante de Burgess y madre de John Dee.
  - Niamh Walsh como Ethel Cripps de joven.[6][7]
- Cassie Clare como Mazikeen, una demonio lilim y guardaespaldas de Lucifer.
- Razane Jammal como Hippolyta Hall.[8]
- Ferdinand Kingsley como Hob Gadling, el amigo de Sueño que ha vivido durante los últimos 600 años.
- Melissanthi Mahut como Calliope, musa que inspiro a Homero y exesposa de Sueño/Morfeo.
- Lily Travers y Richard Fleeshman como Barbie y Ken, invitados en Hal's B&B.
- Munya Chawawa como Choronzon, un demonio-duque del infierno.
- Roger Allam es la voz de Azazel, un Duque del Infierno.
- Deborah Oyelade como Nada, una reina africana prehistórica que alguna vez hace miles de años tuvo una relación sentimental con Morfeo.
- Ann Skelly como Nuala, hada entregada como presente por Titania a Morfeo.
- Indya Moore como Wanda Mann, una mujer trans que ayuda a Sueño y Delirio en la búsqueda de su hermano.

## Episodios
| N.º | Título                                                                         | Dirigido por                | Guion por                                    | Fecha de lanzamiento original |
| --- | ------------------------------------------------------------------------------ | --------------------------- | -------------------------------------------- | ----------------------------- |
| 1   | «El sueño de los justos» (en inglés: Sleep of the Just)                        | Mike Barker                 | Neil Gaiman, David S. Goyer y Allan Heinberg | 5 de agosto de 2022           |
| 2   | «Anfitriones imperfectos» (en inglés: Imperfect Hosts)                         | Jamie Childs                | Allan Heinberg                               | 5 de agosto de 2022           |
| 3   | «Sueña conmigo» (en inglés: Dream a Little Dream of Me)                        | Jamie Childs                | Jim Campolongo                               | 5 de agosto de 2022           |
| 4   | «Una esperanza en el infierno» (en inglés: A Hope in Hell)                     | Jamie Childs                | Austin Guzman                                | 5 de agosto de 2022           |
| 5   | «24 horas» (en inglés: 24/7)                                                   | Jamie Childs                | Ameni Rozsa                                  | 5 de agosto de 2022           |
| 6   | «El son de sus alas» (en inglés: The Sound of Her Wings)                       | Mairzee Almas               | Lauren Bello                                 | 5 de agosto de 2022           |
| 7   | «La casa de muñecas» (en inglés: The Doll's House)                             | Andrés Baiz                 | Andi Baiz                                    | 5 de agosto de 2022           |
| 8   | «Jugar a papás y mamás» (en inglés: Playing House)                             | Andrés Baiz                 | Alexander Newman-Wise                        | 5 de agosto de 2022           |
| 9   | «Coleccionistas» (en inglés: Collectors)                                       | Coralie Fargeat             | Vanessa James Benton                         | 5 de agosto de 2022           |
| 10  | «Corazones perdidos» (en inglés: Lost Hearts)                                  | Louise Hooper               | Jay Franklin                                 | 5 de agosto de 2022           |
| 11  | «Un sueño de mil gatos/Calíope» (en inglés: Dream of a Thousand Cats/Calliope) | Hisko Hulsing/Louise Hooper | Neil Gaiman, Catherine Smyth-McMullen        | 19 de agosto de 2022          |

## Producción

### Desarrollo
El 30 de junio de 2019, se anunció que Netflix le había hecho a la producción un pedido de once episodios. La serie es desarrollada por Allan Heinberg, quien también se desempeña como productor ejecutivo junto a Neil Gaiman y David Goyer.

### Escritura
Según Gaiman, el plan es adaptar fielmente la serie, comenzando en la primera parte de la temporada con la adaptación de Preludios y nocturnos, y en la segunda parte con La casa de muñecas. En julio de 2020, en una entrevista con Digital Spy, Gaiman dio una actualización sobre la adaptación, confirmando que la serie se ambientaría en el año 2021, haciendo que Sueño estuviese en prisión por 105 años en lugar de los 70 años de la historieta.

### Casting

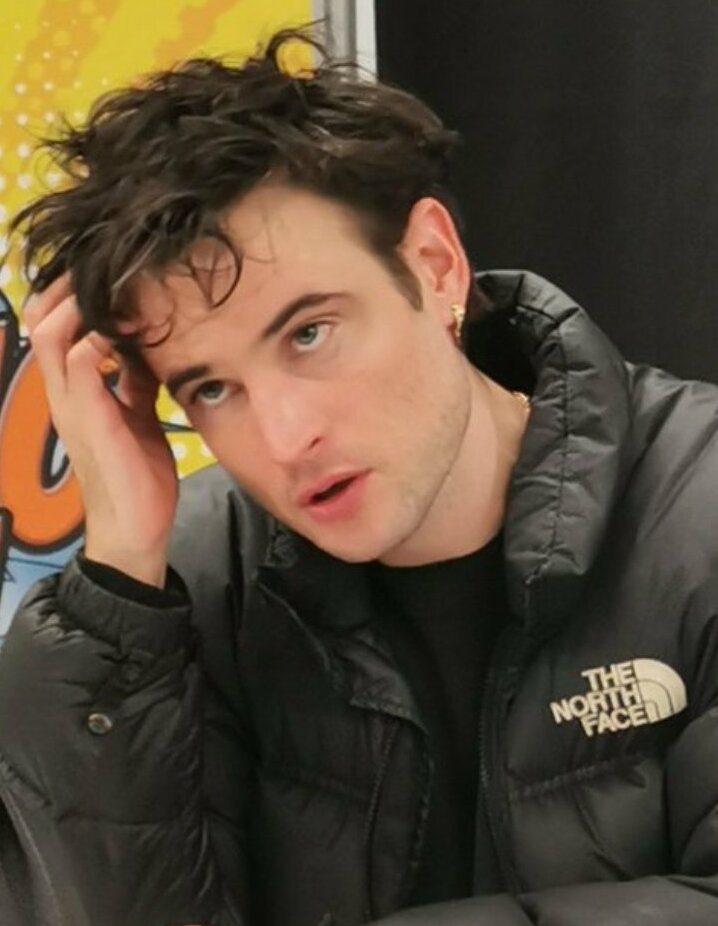
El actor inglés Tom Sturridge en la Comic Con alemana el 3 de diciembre de 2022.

En septiembre de 2020, Tom Sturridge entró en negociaciones para interpretar a Sueño, después de pruebas de pantalla junto a Tom York y Colin Morgan, mientras que Liam Hemsworth y Dacre Montgomery estaban bajo consideración para el papel de El Corintio. Las noticias del casting se mantuvieron en secreto y no se publicaron cuando comenzó la filmación de la primera temporada. Según Boyd Holbrook, el actor que finalmente interpretó a El Corintio, el proceso de casting fue largo, recordando que audicionó alrededor de enero de 2020 pero no recibió más información hasta septiembre de ese año.
En enero de 2021, Tom Sturridge, Gwendoline Christie, Vivienne Acheampong, Boyd Holbrook, Charles Dance, Asim Chaudhry y Sanjeev Bhaskar fueron anunciados para protagonizar la serie.

### Rodaje
La serie originalmente iba a comenzar a filmarse a fines de mayo de 2020, pero se retrasó debido a la pandemia de COVID-19. En septiembre de 2020, Gaiman reveló en su cuenta de Twitter que el rodaje iniciaría en octubre «si los aislamientos lo permiten». El rodaje finalmente empezó el 15 de octubre de 2020.Debido a la pandemia del COVID-19, el rodaje de la primera sesión se limitó a Inglaterra. 
El rodaje de la primera temporada tuvo lugar en el Gran Londres, Surrey, Watford, Poole y Sussex. Como el equipo de producción estaba limitado a trabajar en Reino Unido, las escenas de Nueva York fueron rodadas en Canary Wharf. Las localizaciones en Surrey incluían Shepperton Studios y la Catedral Guildford. Hankley Common fue elegida como localización para el Infierno. Otras localizaciones importantes incluían Warner Bros. Studios Leavesden en Watford, la playa Sandbanks en Poole y el pueblo de Petworth. 

### Posproducción
El artista de las portadas del cómic, Dave McKean, volvió de su retiro para diseñar las secuencias de créditos finales para cada episodio. 

### Banda sonora
La primera temporada de The Sandman cuenta con una banda sonora original compuesta por David Buckley (The Good Wife, The Forbidden Kingdom, Papillon, Angel Has Fallen, Nobody, The Stranger, Greenland).

## Recepción
El sitio web del agregador de reseñas Rotten Tomatoes reporta un 87% de aprobación basado en 114 reseñas, con una calificación promedio de 7.60/10. El consenso crítico del sitio dice: «Si bien puede contener pocas sorpresas para los fanáticos del material original, la primera temporada de The Sandman adapta satisfactoriamente un clásico supuestamente imposible de filmar». En Metacritic, que utiliza un promedio ponderado, se le asignó una puntuación de 66 de 100 basado en 28 reseñas, lo que indica «críticas generalmente favorables».